# Direcția Generală de Informații a Apărării
Die Direcția Generală de Informații a Apărării (DGIA) ist der rumänische Militärnachrichtendienst. Er wurde am 1. Juli 1999 gegründet. Die Generaldirektion des militärischen Nachrichtendienstes besteht aus der Direktion des militärischen Nachrichtendienstes und der Direktion für Spionageabwehr und militärische Sicherheit (DCSM). Der Direktion des militärischen Nachrichtendienstes gehört die militärische Nachrichtenbrigade Alexandru Averescu an.

## Aufgaben
Die DGIA gewährleistet die Beschaffung, Verarbeitung, Überprüfung, Speicherung und Auswertung von Informationen und Daten in Bezug auf Risikofaktoren und interne und externe Bedrohungen militärischer und nicht-militärischer Art, die die nationale Sicherheit im militärischen Bereich beeinträchtigen können. Sie koordiniert die Anwendung von Maßnahmen zur Spionageabwehr und die Zusammenarbeit sowohl mit nationalen und nachrichtendienstlichen Strukturen als auch mit denen der Mitgliedstaaten der Bündnisse, Koalitionen und internationalen Organisationen, denen Rumänien angehört. Die Generaldirektion gewährleistet die Sicherheit von als Verschlusssachen eingestuften Informationen auf der Ebene des Verteidigungsministeriums, der NATO und der Europäischen Union.

## Organisation
Nach der Revolution von 1989 wurde die Direktion für Spionageabwehr des Ministerul Apararii Nationale durch den Erlass des Ministers für Nationale Verteidigung M41/1990 aufgelöst. Die Struktur wurde einem umfassenden Transformationsprozess unterzogen und änderte ihren Namen, während sie gleichzeitig ihre funktionellen Aufgaben erweiterte. Das Motto der Direktion lautet Nefas Est Nozere Patriae. Die Generaldirektion für den Nachrichtendienst im Verteidigungsbereich wird von einem Generaldirektor geleitet, der im Militärdienst steht. Der Generaldirektor wird vom Verteidigungsminister mit Zustimmung des Obersten Rates für Nationale Verteidigung ernannt. Die Funktion des Generaldirektors ist mit der Funktion des Staatssekretärs gleichgestellt.

### Brigade des Militärischen NachrichtendienstesAlexandru Averescu
Die Brigade des militärischen Nachrichtendienstes Alexandru Averescu, die der DGIA unterstellt ist, wurde im September 2010 gegründet und hat ihren Sitz in Buzău. Sie koordiniert die drei Nachrichtendienstbataillone der rumänischen Armee, die sich mit der Sammlung von Informationen aus menschlichen Quellen (HUMINT – HUman INTelligence), aus Bildern (IMINT – Imagery INTelligence) und aus Funkverbindungen (SIGINT – SIGnals INTelligence) befassen. Die rumänischen Soldaten der Brigade werden mit Hilfe von Ausbildern aus den USA, dem Vereinigten Königreich, der Türkei und Israel ausgebildet.